# Wehrdisziplinarordnung
Die Wehrdisziplinarordnung (WDO) wurde durch das Dritte Gesetz zur Neuordnung des Wehrdisziplinarrechts und zur Änderung weiterer soldatenrechtlicher Vorschriften (3. WehrDiszNOG) vom 17. Dezember 2024 zum 1. April 2025 neu gefasst.
Sie regelt in der Bundesrepublik Deutschland die Würdigung besonderer Leistungen und die Ahndung von Dienstvergehen von Soldaten der Bundeswehr. Für besondere Leistungen werden „Förmliche Anerkennungen“ ausgesprochen, Dienstvergehen können mit Disziplinarmaßnahmen belegt werden.
Einfache Disziplinarmaßnahmen dürfen von den Disziplinarvorgesetzten verhängt werden, gerichtliche nur von Wehrdienstgerichten.
Verstöße gegen militärische Pflichten, bei denen die Ahndung mit disziplinarrechtlichen Maßnahmen nicht ausreicht, werden nach dem Wehrstrafgesetz bestraft.

## Gliederung
- Einleitende Bestimmungen
- Erster Teil: Würdigung besonderer Leistungen durch förmliche Anerkennungen
- Zweiter Teil: Ahndung von Dienstvergehen durch Disziplinarmaßnahmen
  - Erster Abschnitt: Allgemeine Bestimmungen
  - Zweiter Abschnitt: Die Disziplinarbefugnis der Disziplinarvorgesetzten und ihre Ausübung
    - 1. Einfache Disziplinarmaßnahmen
    - 2. Disziplinarbefugnis
    - 3. Ausübung der Disziplinarbefugnis
    - 4. Beschwerde gegen Maßnahmen und Entscheidungen des Disziplinarvorgesetzten
    - 5. Nochmalige Prüfung
    - 6. Vollstreckung

  - Dritter Abschnitt: Das gerichtliche Disziplinarverfahren
    - 1. Gerichtliche Disziplinarmaßnahmen
    - 2. Wehrdienstgerichte
      - a) Truppendienstgerichte
      - b) Bundesverwaltungsgericht

    - 3. Wehrdisziplinaranwälte
    - 4. Allgemeine Vorschriften für das gerichtliche Disziplinarverfahren
    - 5. Einleitung des Verfahrens
    - 6. Ermittlungen des Wehrdisziplinaranwalts
    - 7. Verfahren bis zur Hauptverhandlung
    - 8. Hauptverhandlung
    - 9. Gerichtliches Antragsverfahren
    - 10. Rechtsmittel
      - a) Beschwerde gegen gerichtliche Entscheidungen
      - b) Berufung
      - c) Rechtskraft

    - 11. Vorläufige Dienstenthebung, Einbehaltung von Dienstbezügen
    - 12. Antragsverfahren vor dem Wehrdienstgericht bei nachträglicher strafgerichtlicher Ahndung
    - 13. Wiederaufnahme des gerichtlichen Disziplinarverfahrens
    - 14. Vollstreckung von Disziplinarmaßnahmen
    - 15. Kosten des Verfahrens
- Schlussvorschriften